# Like It's Christmas
"Like It's Christmas" é uma canção natalina da banda americana Jonas Brothers. Foi lançado em 8 de novembro de 2019.

## Antecedentes
A banda anunciou o nome da música e da data em 4 de novembro de 2019. A música não é a primeira canção de Natal, a banda tinha lançado anteriormente "Girl of my dreams" para Disney Channel Holiday (2007) e "Joyful Kings" para a coletânea de Natal All Wrapped Up (2008).
A faixa foi escrita por Nick Jonas, Joe Jonas, Kevin Jonas, Freddy Wexler, Gian Stone, Jason Evigan e Annika Well, enquanto a produção foi realizada por Ryan Tedder Mike Elizondo, Evigan, Wexler e Stone. Para Holle Actaman Becker, da revista Elite Daily, as letras felizes da faixa são sobre "como passar o tempo com a pessoa que você ama faz parecer a feliz temporada de Natal".

## Créditos
Créditos adaptados do Genius.
- Joe Jonas - Composição, voz
- Nick Jonas - Composição, voz, baixo
- Kevin Jonas - Composição, guitarra
- Jason Evigan - Composição, guitarra, produção vocal
- Gian Stone - Composição, guitarra, produção vocal, programação, piano
- Freddy Wexler - Composição, produção vocal
- Annika Wells - Composição
- Jack Lawless - Bateria
- Mike Elizondo - Baixo, guitarra
- Ben Rice - Guitarra
- Wayne Bergeron - Trompete
- Gary Grant - Trompete
- Bill Reichenbach - Trombone
- Daniel Higgins - Saxofone
- Serban Ghenea - Mix
- John Hanes - Engenharia de Mixagem
- Randy Merrill - Mestre em Engenharia
- Nick Blount - Piano
- Kurt Thum - Piano

## Desempenho nas tabelas musicais

### Posições
| Tabela musical (2019)                                 | Melhor posição |
| ----------------------------------------------------- | -------------- |
| Canadá Hot AC (Billboard)                             | 27             |
| Estados Unidos (Adult Contemporary)                   | 21             |
| Estados Unidos Bubbling Under Hot 100 (Billboard)     | 9              |
| Estados Unidos Holiday Digital Song Sales (Billboard) | 1              |
| Hungria (Single Top 40)                               | 17             |